# Jarmo Punkkinen
Jarmo Punkkinen (* 19. März 1951 in Valkeala) ist ein finnischer Skitrainer. 
Punkkinen war von 1984 bis 1990 Cheftrainer der italienischen Skilangläufer und darüber hinaus in den Jahren 1987 bis 1991 persönlicher Trainer der italienischen Skilangläuferin Manuela Di Centa.  Danach trainierte er von 1992 bis 1994 die schwedische Frauennationalmannschaft und von 1999 bis 2001 das Nationalteam Sloweniens. 
Jarmo Punkkinen nahm in seiner aktiven Zeit als Wintersportler wettkampfmäßig an Langläufen und Orientierungsläufen teil, von 1979 bis 1982 war er als Jugendtrainer für den finnischen Skiverband tätig. Er besitzt eine eigene Firma namens Jarmo Punkkinen Tmi und arbeitet für das finnische Fernsehen und Radio als Langlauf- und Biathlonexperte. 
Bei Befragungen durch die italienische Polizei sagten die Langläufer Antonio Confortola, Albert Walder und Giulio Capitanio aus, dass sie auf Anraten des damaligen Cheftrainers Punkkinen Dopingpraktiken mit EPO und Blutkonserven angewendet hätten. Insgesamt sollen bei den polizeilichen Verhören Ende der 1990er Jahre 33 Namen von Dopingsündern aus dem italienischen Skilanglaufbereich bekannt geworden sein, darunter auch Manuela Di Centa.